# FC Wacker Innsbruck
Wacker Innsbruck este un club de fotbal din Innsbruck, Austria care evoluează în 2. Liga. Clubul a fost înființat în iunie 2002 sub denumirea FC Wacker Tirol și se consideră urmașul lui FC Tirol Innsbruck care a ajuns în faliment în 2002.
La doar doi ani după înființare, în 2004, Wacker Innsbruck a promovat în Bundesliga, primul eșalon valoric.